# Convolvulus gortschakovii
Convolvulus gortschakovii är en vindeväxtart som beskrevs av Alexander Gustav von Schrenk. Convolvulus gortschakovii ingår i släktet vindor, och familjen vindeväxter. Inga underarter finns listade i Catalogue of Life.